# Heterolepidoderma loripes
Heterolepidoderma loripes är en djurart som tillhör fylumet bukhårsdjur, och som beskrevs av Martin 1981. Heterolepidoderma loripes ingår i släktet Heterolepidoderma och familjen Chaetonotidae. Inga underarter finns listade i Catalogue of Life.